# 劉易斯米爾 (密蘇里州)
劉易斯米爾（英語：Lewis Mill）是位於美國密蘇里州沙里頓縣的非建制地區。

## 地理
劉易斯米爾所處的海拔為高於海平面200米（即656英呎），而該地所採用的時區為UTC-6，即北美中部時區（CST）。同時該地設有夏令時間，為UTC-6調快一小時，即UTC-5（CDT）。